# Chiesa di San Filippo Neri (Vicenza)
La chiesa di San Marcello in San Filippo Neri, detta anche dei Filippini è un luogo di culto cattolico, situato in corso Palladio a Vicenza al civico numero 35, costruito in stile neoclassico nel corso di cent'anni - tra il 1730 e il 1830 - sull'area di una precedente chiesetta dei Gesuiti. Vi sono annessi la casa e l'oratorio dei Filippini.
È chiesa parrocchiale dal 1840, quando qui venne trasferita la parrocchia di San Marcello.

## Storia

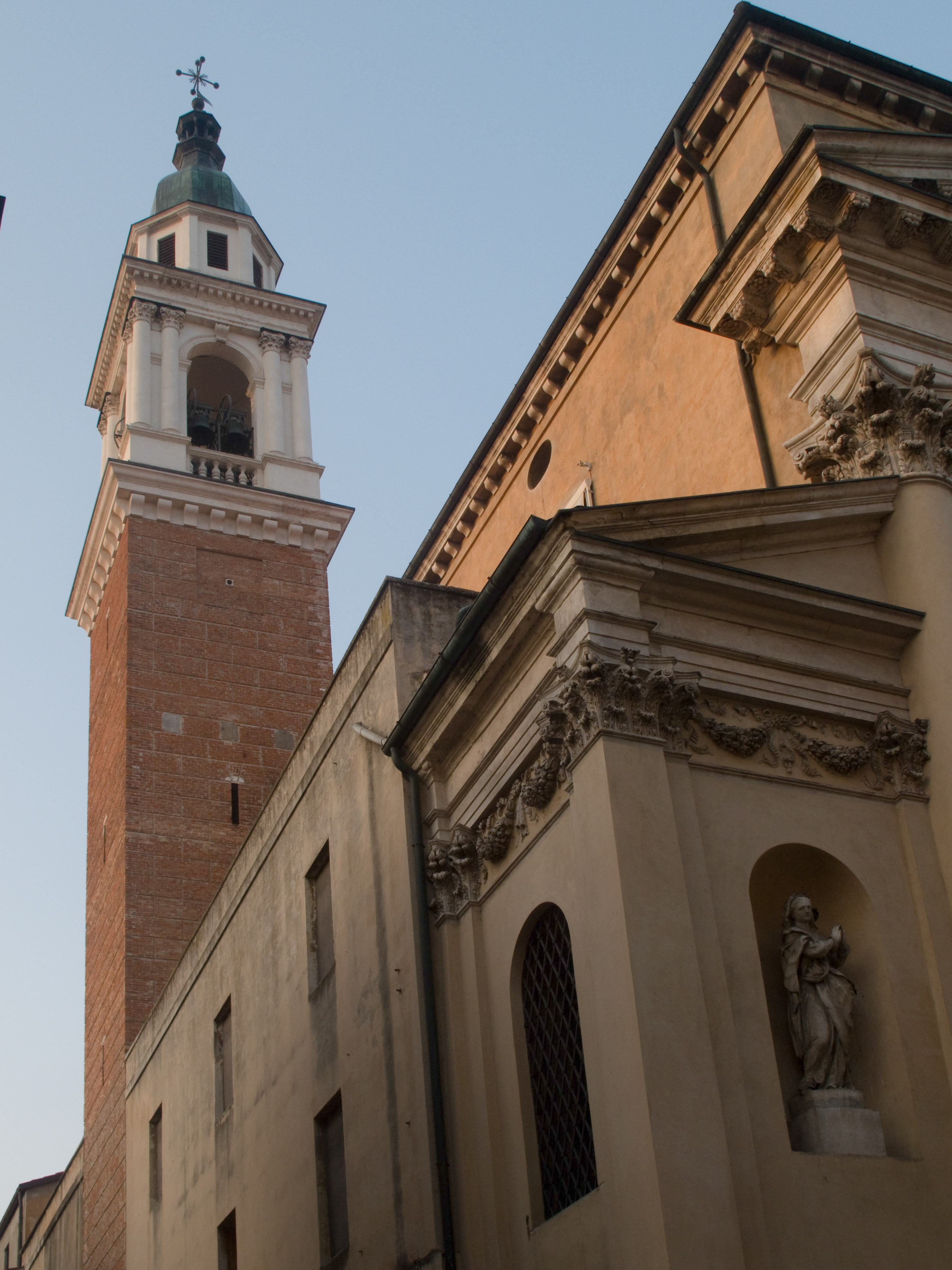
Chiesa dei Filippini - Campanile che ospita 20 campane, tutte suonabili a corda.

I chierici della congregazione dell'Oratorio di san Filippo Neri - detti anche filippini o oratoriani - fecero un primo tentativo di insediarsi a Vicenza nel 1658, presso la parrocchia di San Paolo, ma il tentativo si esaurì subito per l'improvvisa morte sia del parroco che del sacerdote; nel 1686 il giureconsulto Giovanni Maria Marchesini procurò l'officiatura della chiesa dei Santi Faustino e Giovita, una delle antiche cappelle della città e sede parrocchiale, che si occuparono anche del suo restauro.
Nel 1719, su invito del vescovo Sebastiano Venier, il religioso oratoriano Giuseppe Albieri si stabilì nella casa dei Gesuiti, seguito subito dopo da un mansionario della cattedrale e da un fratello laico. L'anno successivo 1720 finalmente i filippini ottennero in dono da don Antonio Cegani, abate di Camisano, la chiesa e la casa in corso Palladio che era appartenuta fino ad allora ai Gesuiti che, per ingrandirsi, si stavano spostando in contrà Riale. L'entrata in possesso ufficiale avvenne il 26 maggio, giorno della festività di San Filippo Neri. Meno di un anno dopo, alla prima congregazione riunitasi il 21 marzo 1721 parteciparono otto chierici e tre fratelli laici..
Demoliti i precedenti edifici, gli oratoriani iniziarono la costruzione dell'imponente chiesa che esiste tuttora, il progetto della quale venne affidato all'architetto Giorgio Massari. Il 26 maggio 1730 - festa di san Filippo Neri - fu posta la prima pietra dal vescovo Sebastiano Venier.
I lavori si protrassero per molti anni, sia perché il Comune era ormai restio a consentire la costruzione di nuove chiese in una città che ne aveva ormai fin troppe, sia per la difficoltà di trovare finanziamenti in un periodo di sempre più crescente crisi economica e politica della Repubblica di Venezia. Il presbiterio fu finito solo nel 1747, la navata iniziata dieci anni dopo e, fermata a metà per molto tempo, fu conclusa solo nel 1822, anche se negli ultimi anni del XVIII secolo chiesa e oratorio erano diventati un notevole centro di vita religiosa. La chiesa, ancora in parte incompiuta - il pavimento fu posato nel 1822, il campanile eretto tra il 1838 e il 1842 - fu consacrata il 15 maggio 1825 dal vescovo Giuseppe Maria Peruzzi. Nel frattempo, a Giorgio Massari erano subentrati gli architetti Domenico Cerato e Antonio Piovene.
Come per tutti gli altri ordini religiosi, il periodo napoleonico fu difficile anche per gli oratoriani: soppressi nel 1810 - a quel tempo erano in tre sacerdoti - dovettero attendere il 1821, sotto il Regno lombardo-veneto, per poter ricostituire la congregazione e riavere la chiesa che fu consacrata quattro anni più tardi. Nel 1840 il vescovo Giovanni Giuseppe Cappellari trasferì qui la sede dell'antica parrocchia di San Marcello, con la denominazione di San Marcello in San Filippo Neri.
Chiesa e parrocchia sono da allora gestite dai padri filippini e gli edifici sono adibiti a varie attività, tra cui un pensionato per studenti.

## Descrizione

### Facciata della chiesa
Per costruire la facciata, tra il 1822 e il 1824, l'architetto vicentino Antonio Piovene - che aveva sostituito nell'Ottocento Giorgio Massari, morto nel 1766 - adattò liberamente un disegno giovanile che nel 1756 Ottone Calderari aveva predisposto per la chiesa di San Girolamo degli Scalzi in borgo Pusterla e non era mai stato eseguito. Lo schema riprende quello della facciata palladiana di San Giorgio Maggiore a Venezia.
La parte centrale è costituita da quattro semicolonne corinzie di modulo gigante, con alta trabeazione e frontone triangolare, che poggiano su un alto zoccolo e sono affiancate da due ali che corrispondono alle cappelle laterali. Le statue nelle nicchie - da sinistra la Vergine, San Lorenzo, la Carità e San Paolo - sono di inizio Settecento
Organo a canne
Nella chiesa è conservato un prezioso organo De Lorenzi-Zordan del 1833, dotato di 28 registri disposti su due manuali e pedaliera. Lo strumento è contenuto in una cassa decorata, sopra la cantoria.

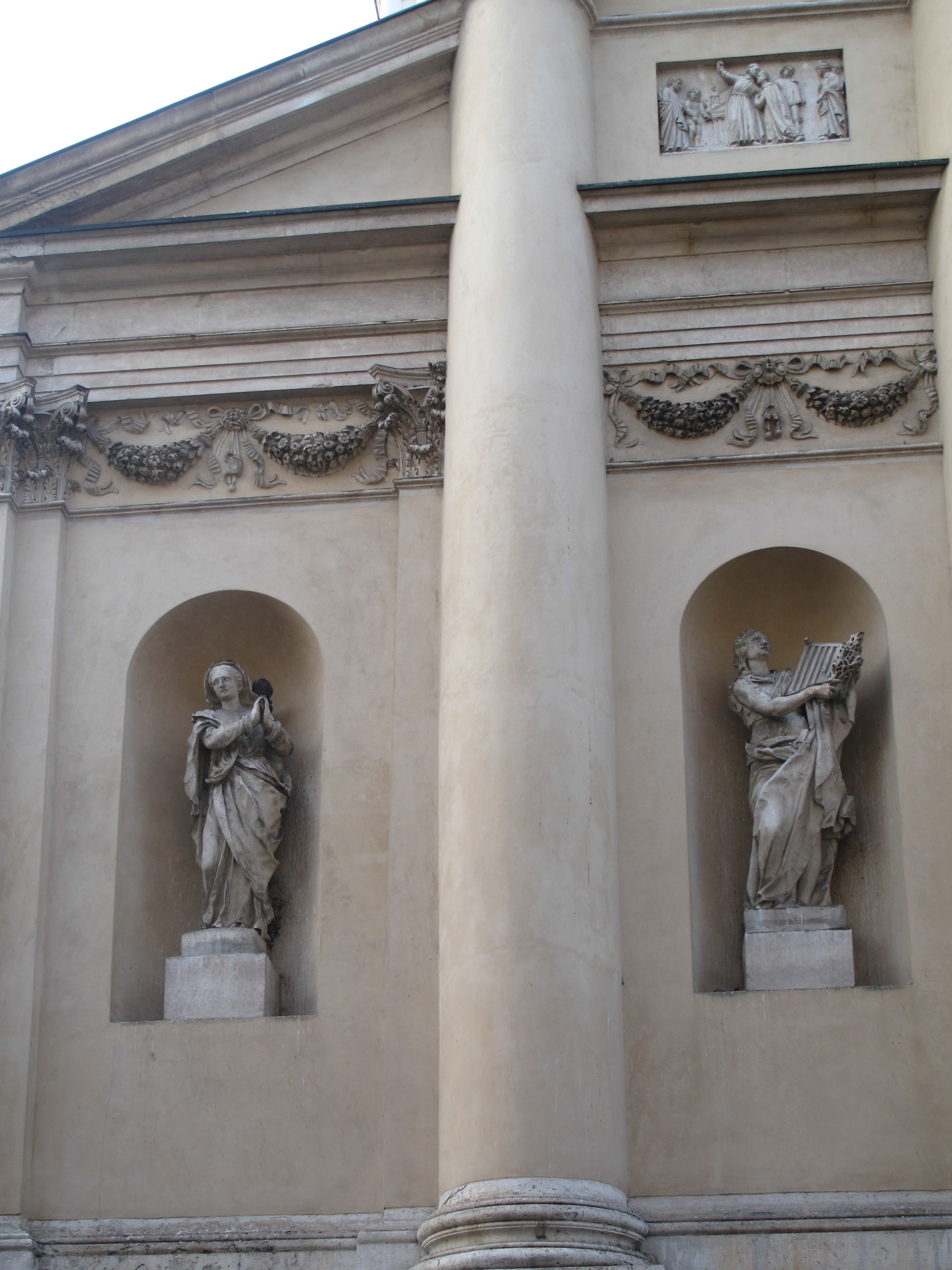
La Vergine e san Lorenzo
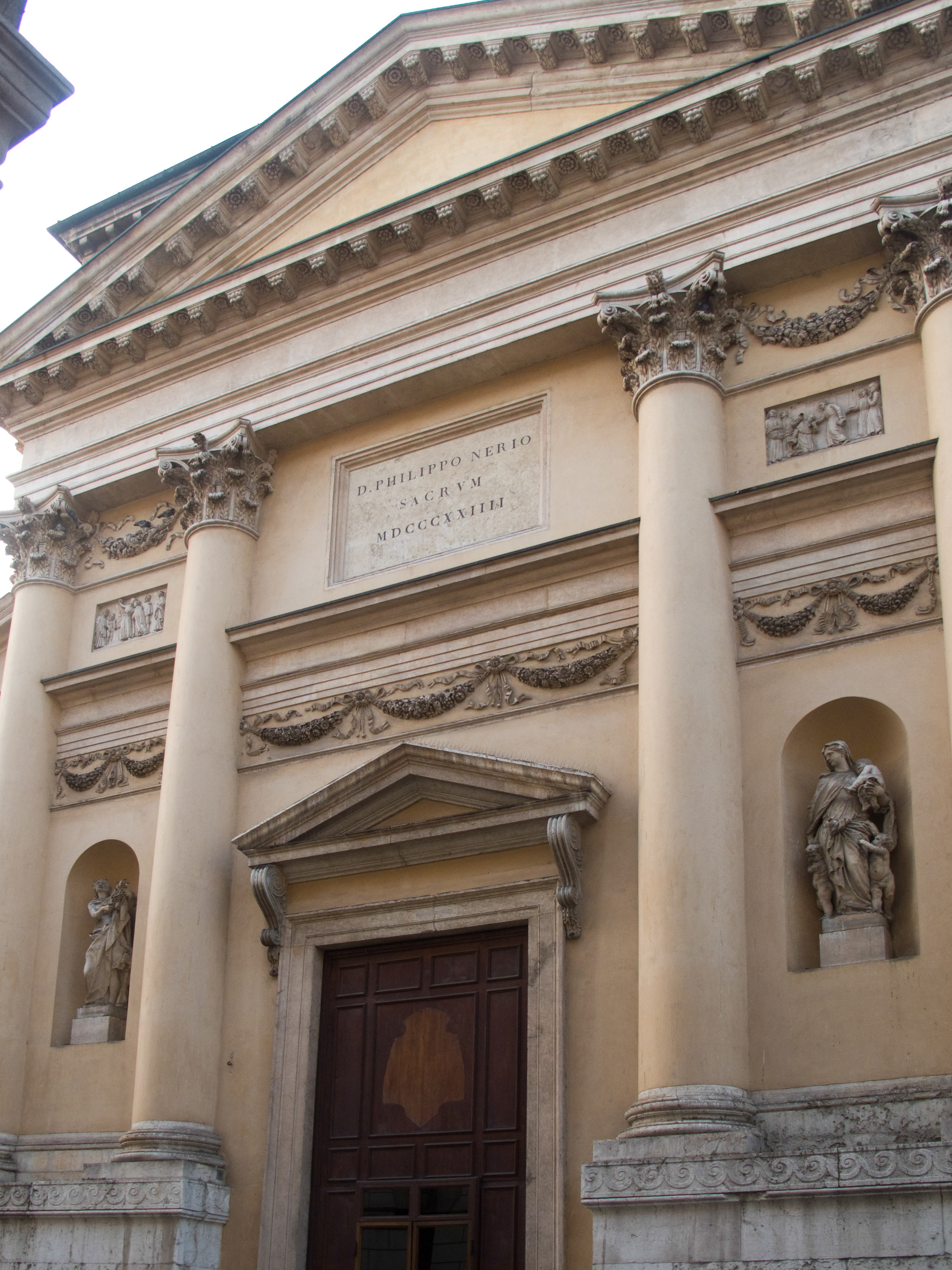
Facciata
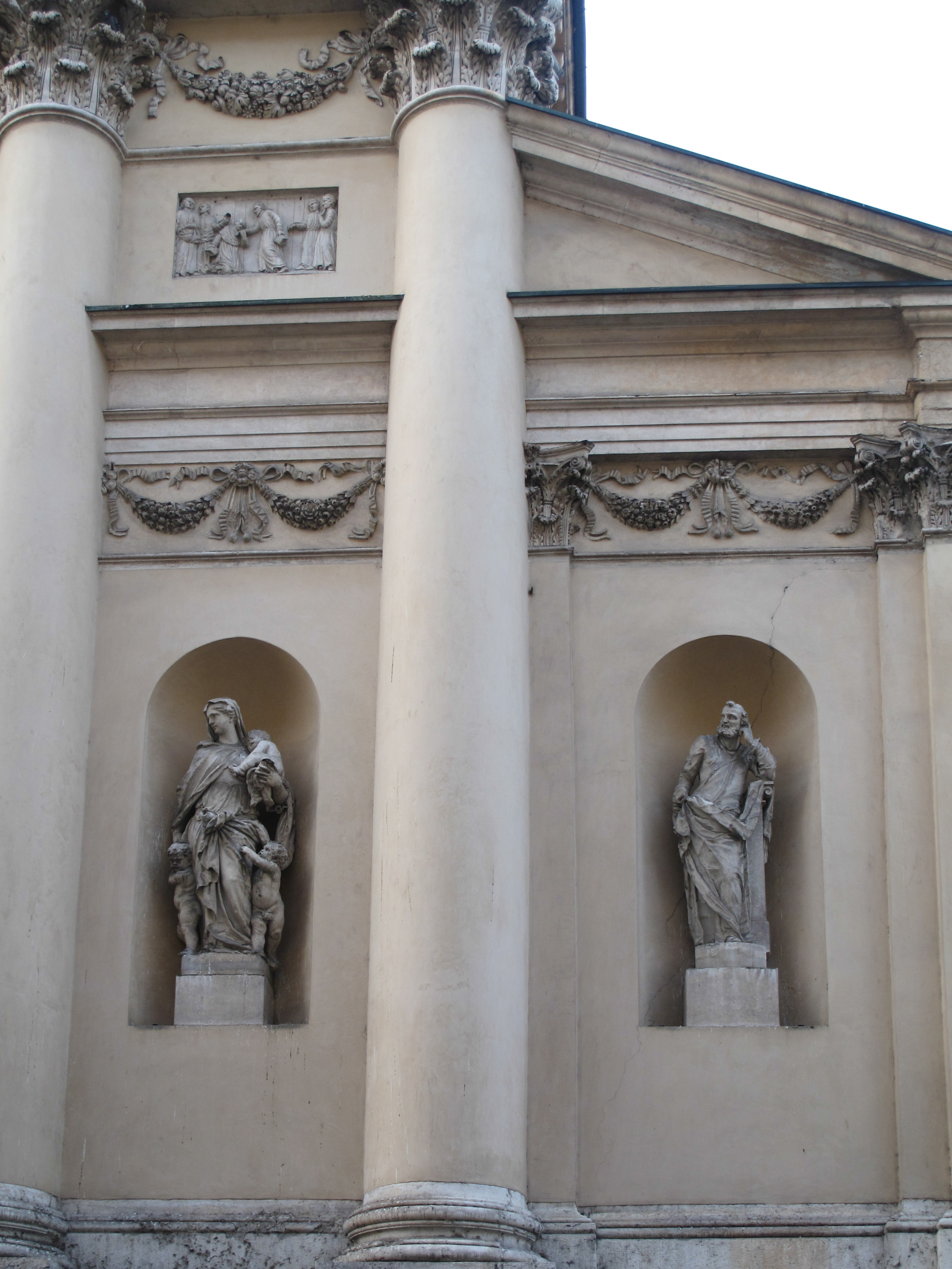
La Carità e san Paolo

### Interno
Il presbiterio, una delle prime parti della chiesa costruito nel corso dei primi due decenni dei lavori, è uno dei più raffinati del Settecento veneziano, abbellito in stile rococò da stucchi dorati, cornici e specchi. Preziosa la cantoria di legno, sostenuta da due colonne ioniche. L'altare maggiore è un rifacimento di quello consacrato nel 1757.
La navata invece è sobria e armoniosa, in stile neoclassico; ai lati si aprono le arcate delle quattro cappelle; il soffitto è articolato in spicchi e fasce dorate, il pavimento a losanghe bianche e rosse. Entro nicchie alle pareti, le statue lignee dei quattro evangelisti e quella in pietra del Redentore, della bottega di Orazio Marinali. In alto, tra le lesene, festoni e sei formelle in stucco di gusto neoclassico che raccontano la vita di san Filippo Neri. La navata e le cappelle della chiesa sono ricche di tele e di oggetti sacri.

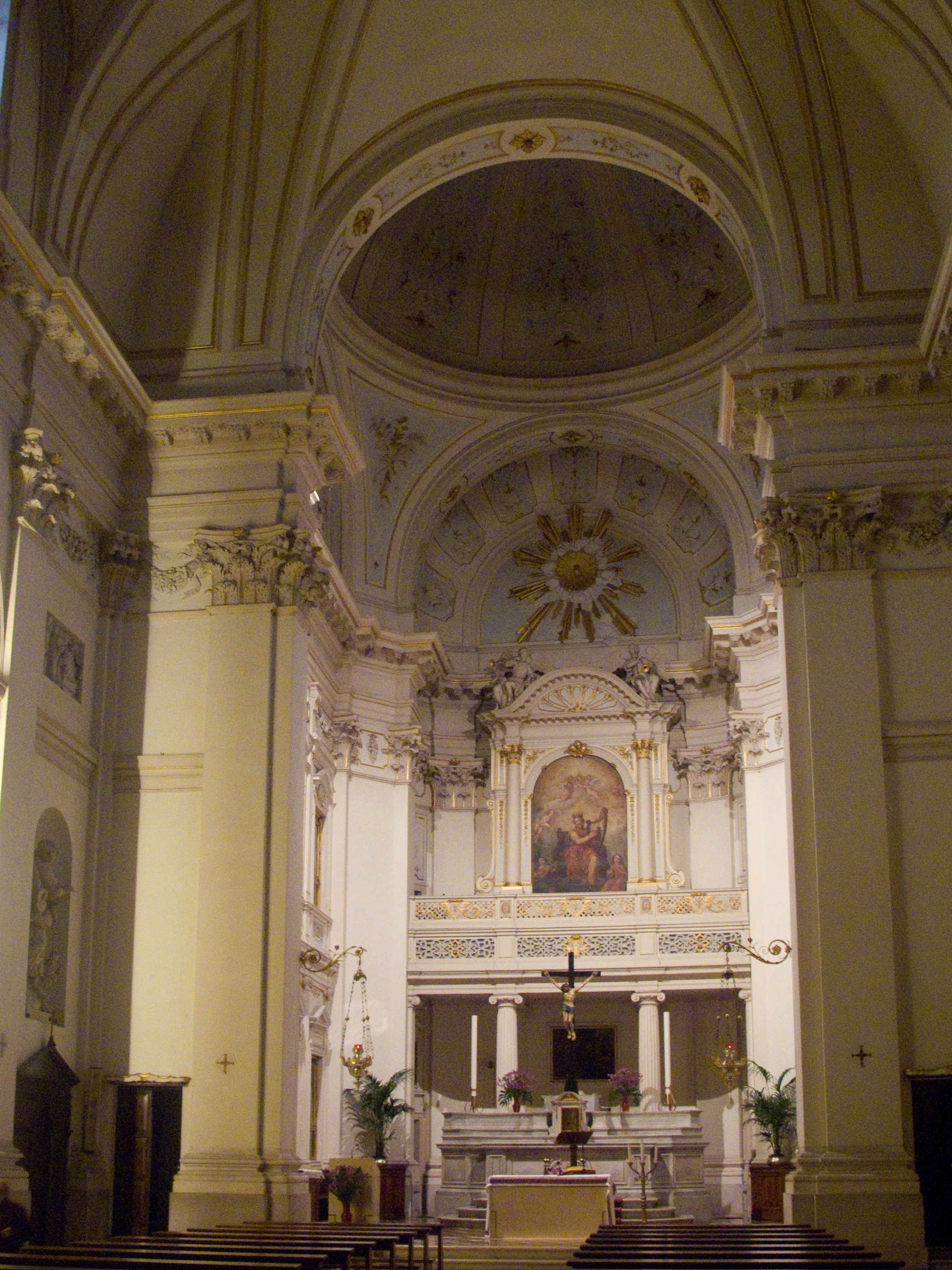
presbiterio
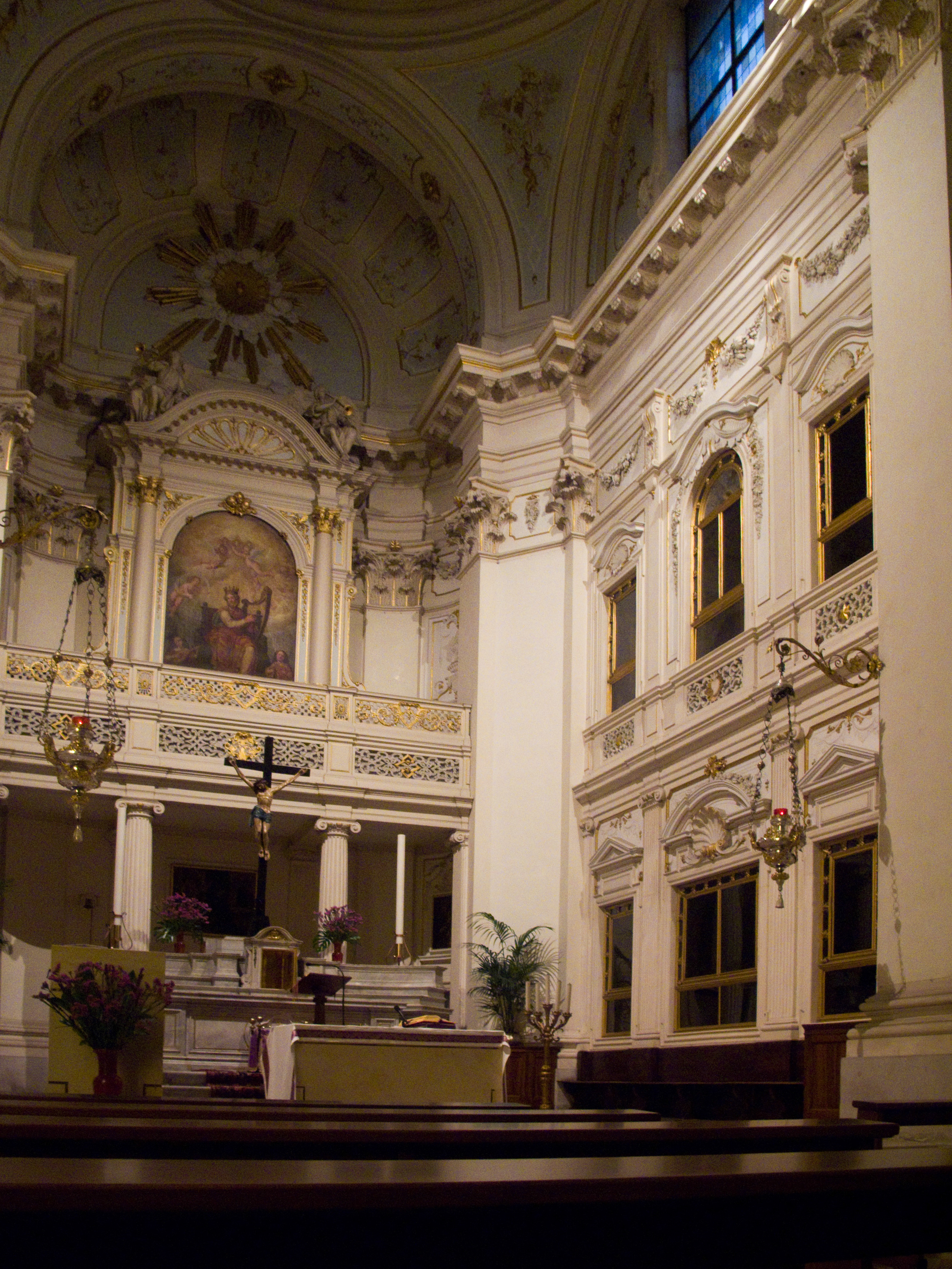
coretto di destra
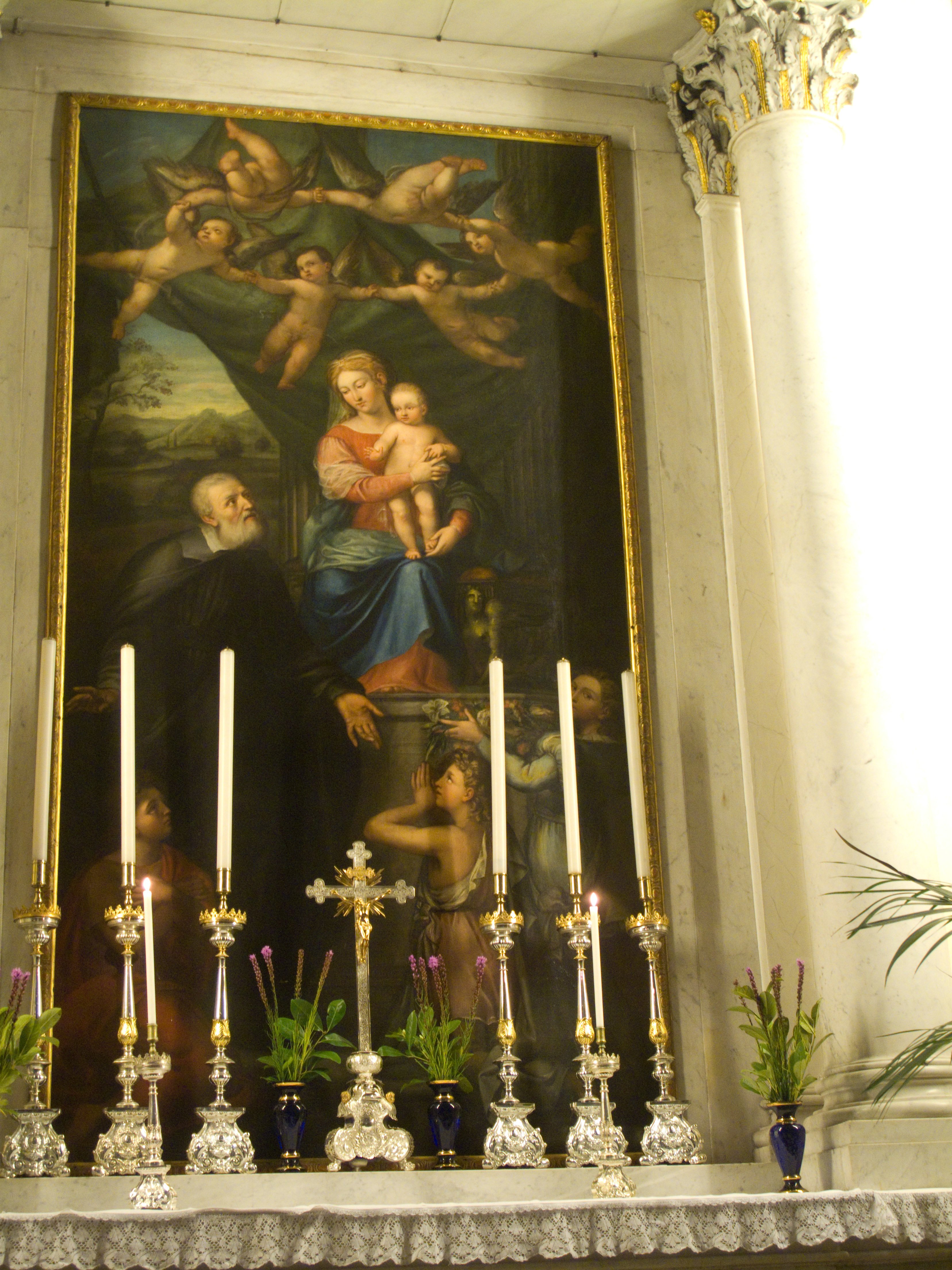
altare laterale

### Casa della congregazione, sacrestia e campanile
Edificio sobrio e funzionale costruito su progetto di Giacomo Fontana nel 1801-02, ampliando il preesistente acquistato 80 anni prima dai gesuiti. Dal grande atrio - cui si accede entrando dalla stradella dei Filippini - passando attraverso tre intercolumni si accede a destra nel presbiterio, a sinistra nell'oratorio. Alle pareti tele del vicentino Giacomo Ciesa (1733-1822) e lapidi che riassumono vicende della congregazione. Diverse altre tele del Sei e Settecento sono presenti negli ambienti che si aprono sul corridoio della casa: il refettorio vecchio e quello nuovo, la sacrestia.
Il campanile, ultima costruzione del complesso, eretto nel 1838-42 su disegno di Carlo Greco, domina stradella dei Filippini. Interessanti anche le finestre con eleganti inferriate sulla parete della casa.

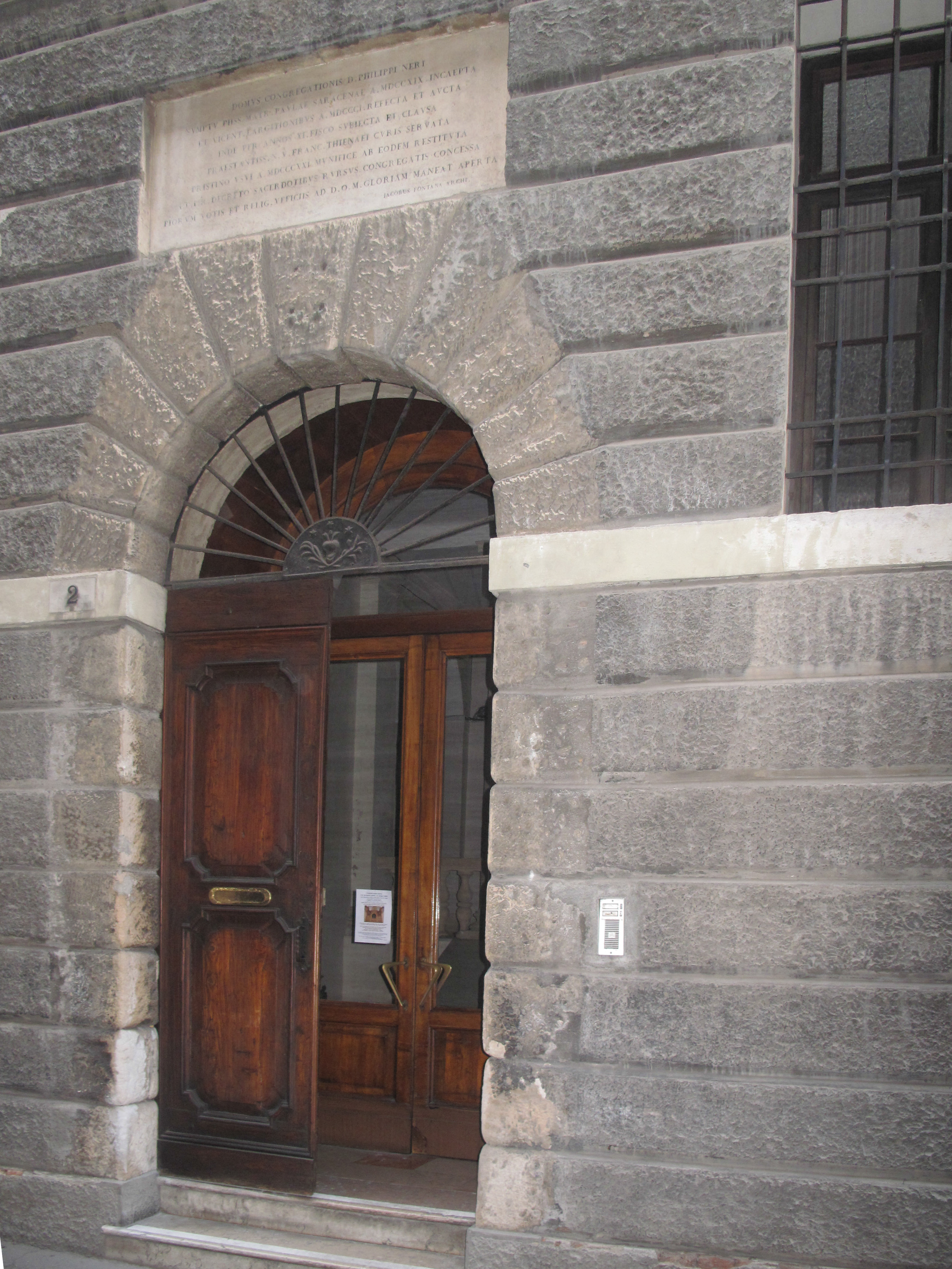
Casa dei Filippini - portale
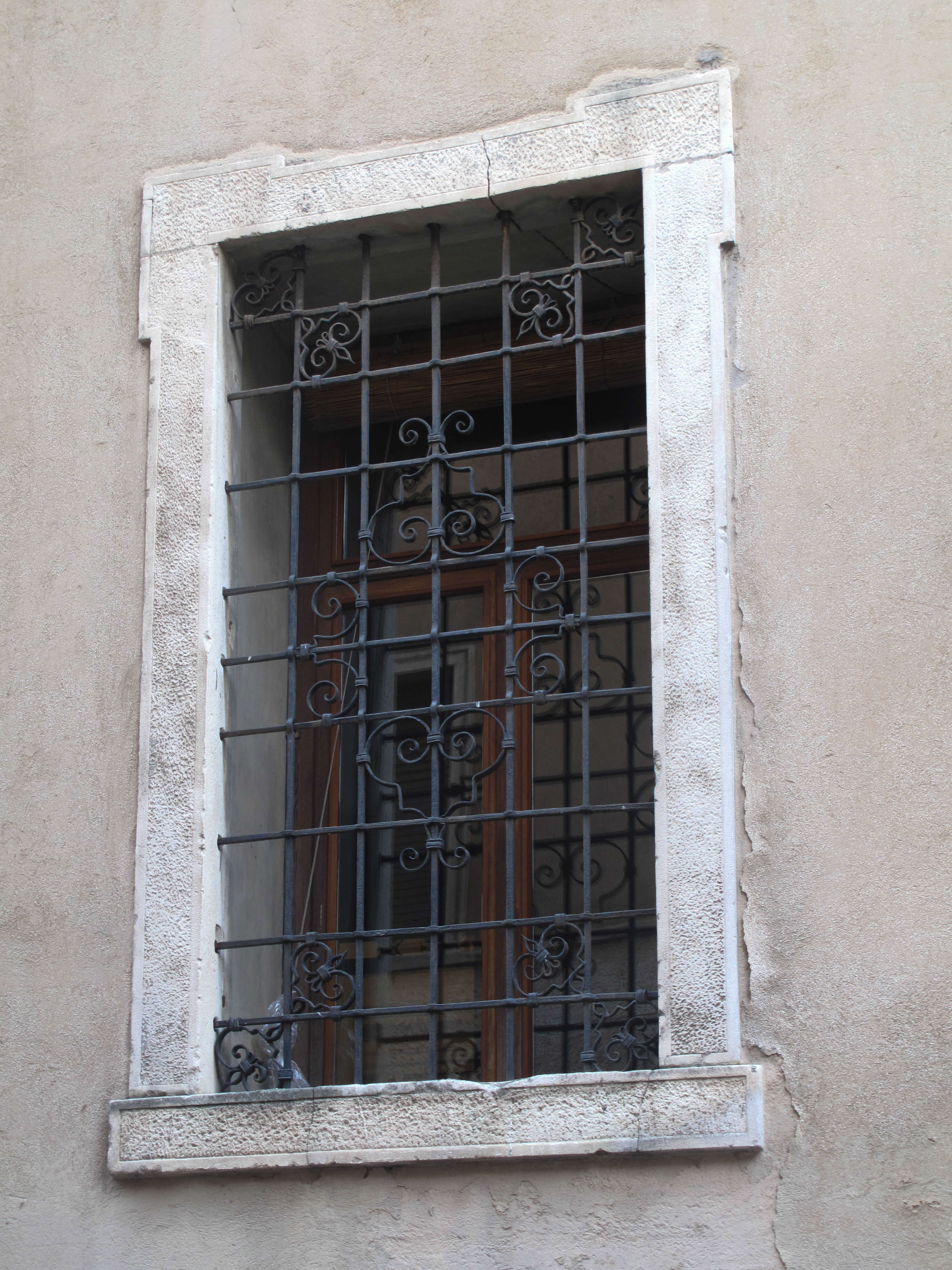
finestra
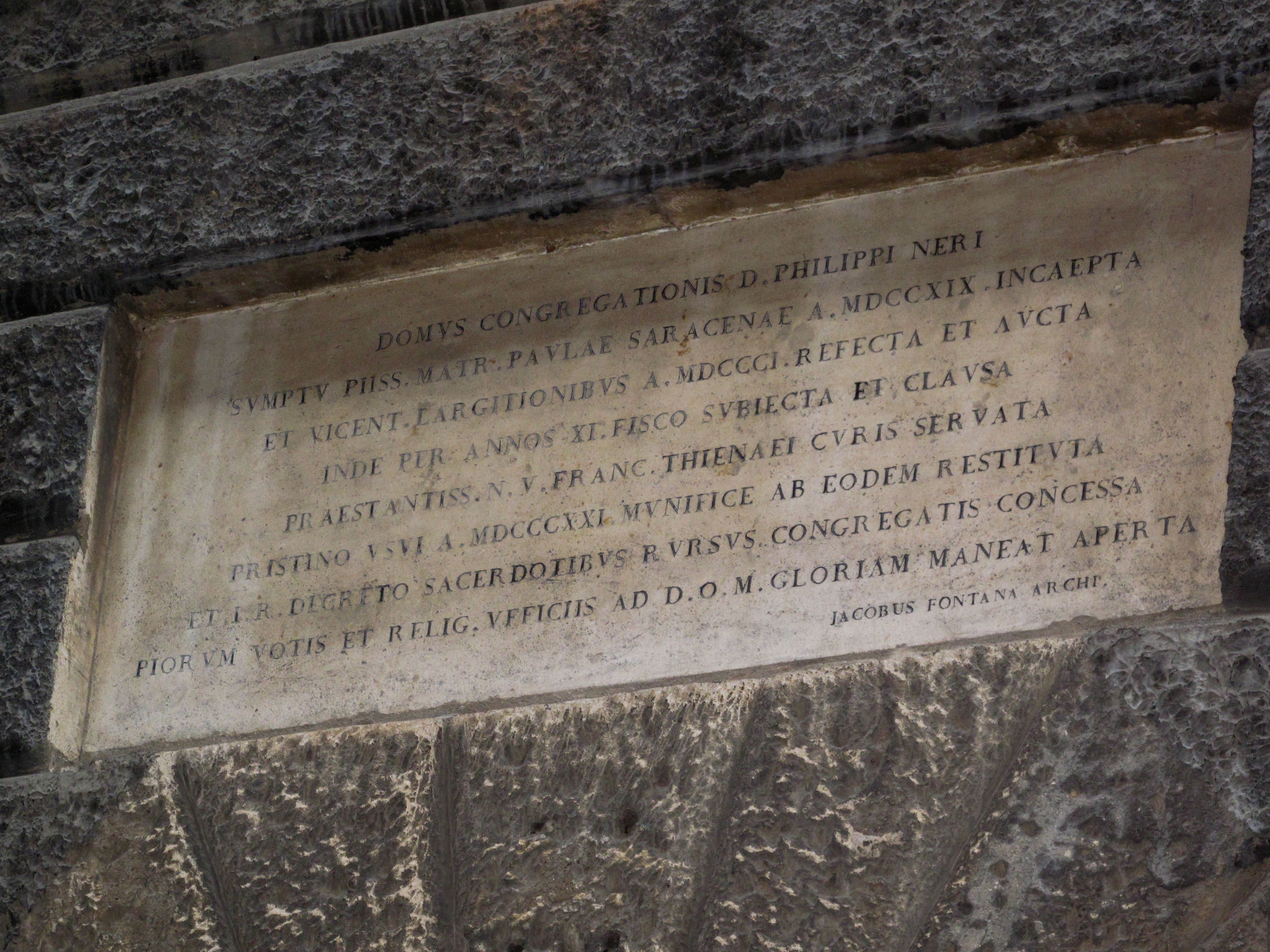
Casa dei Filippini - lapide sopra al portale con le vicende più rilevanti nella storia del tempio.
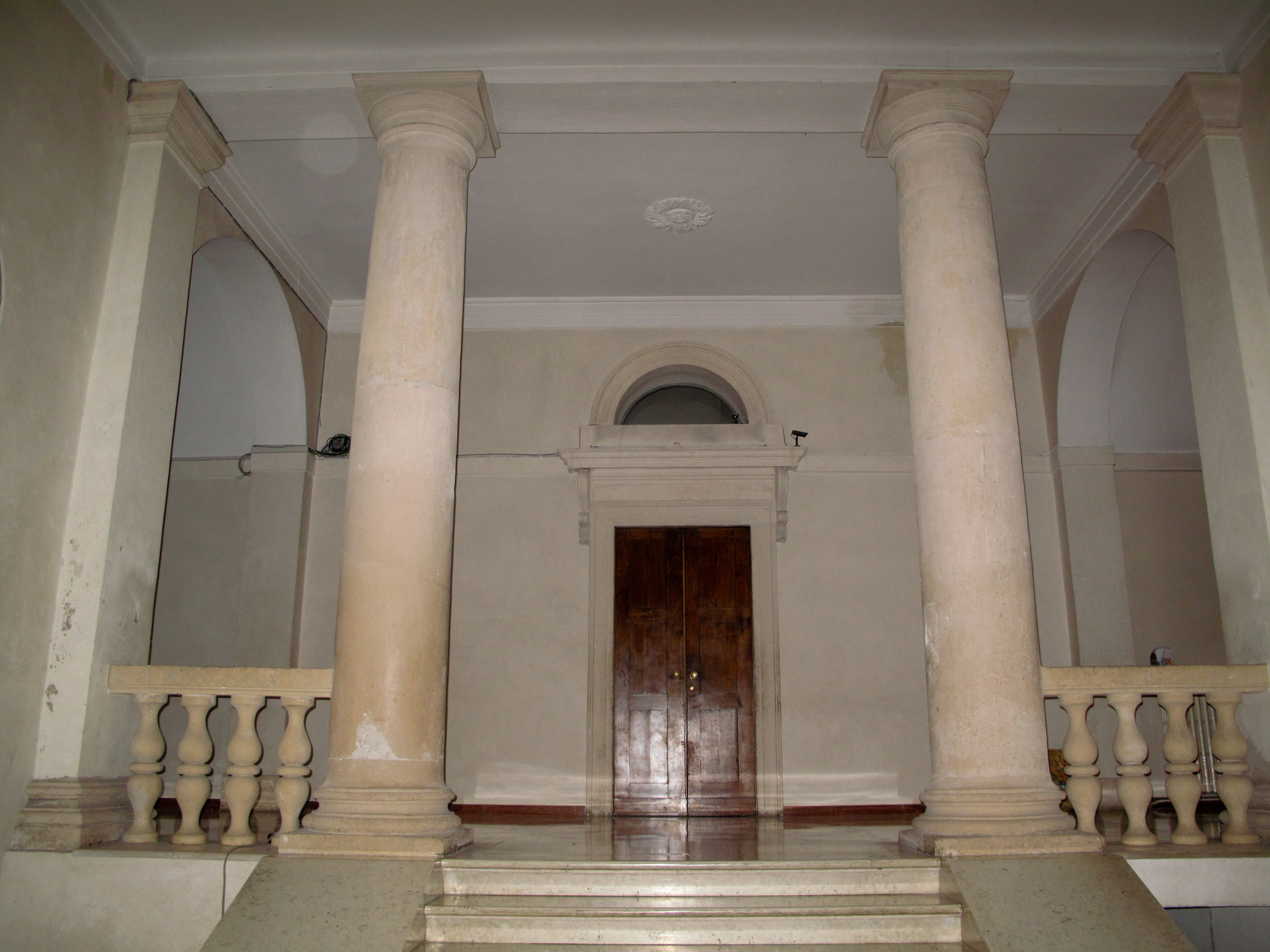
Casa dei Filippini - atrio

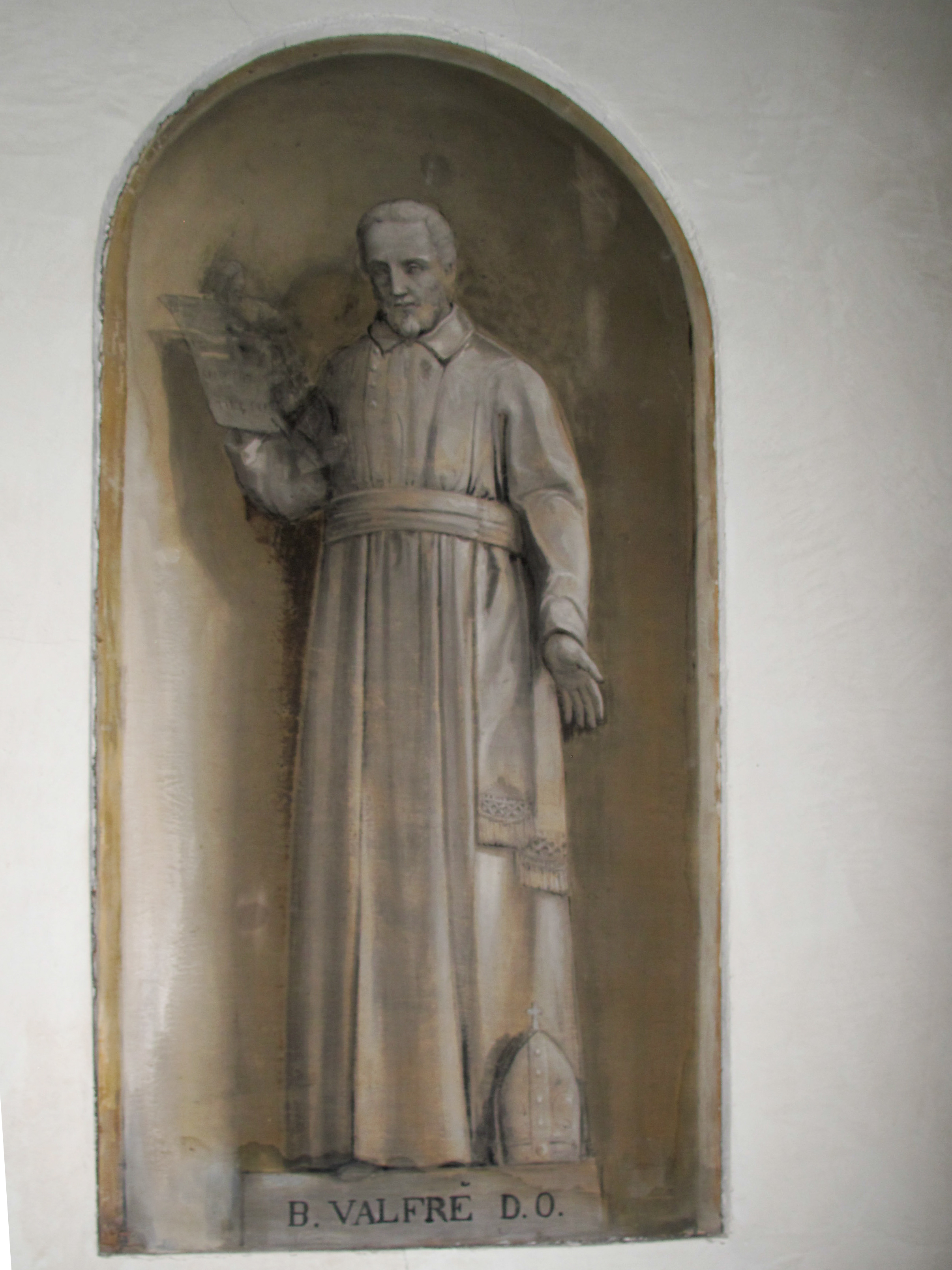
Casa dei Filippini - statue dell'atrio
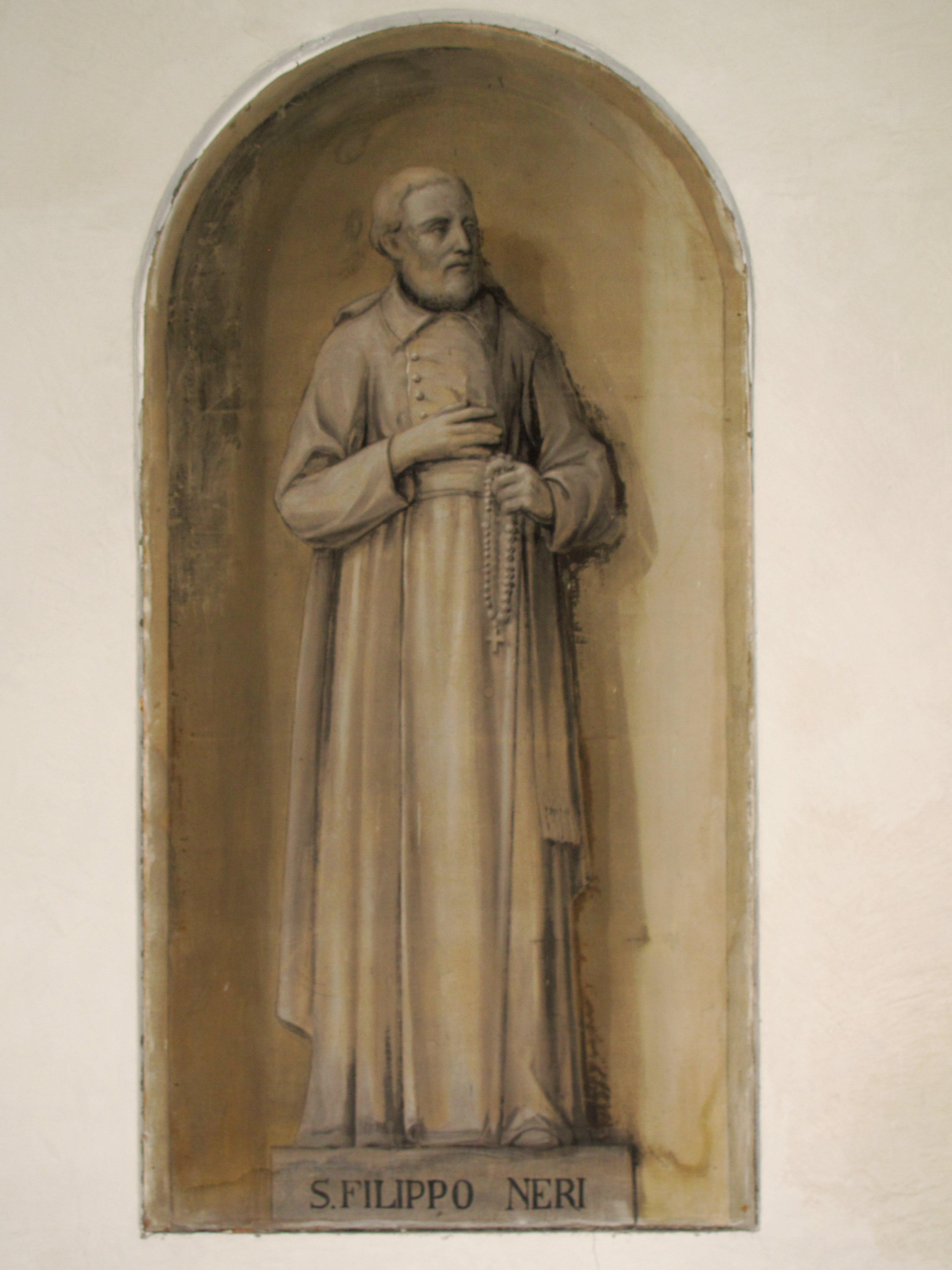
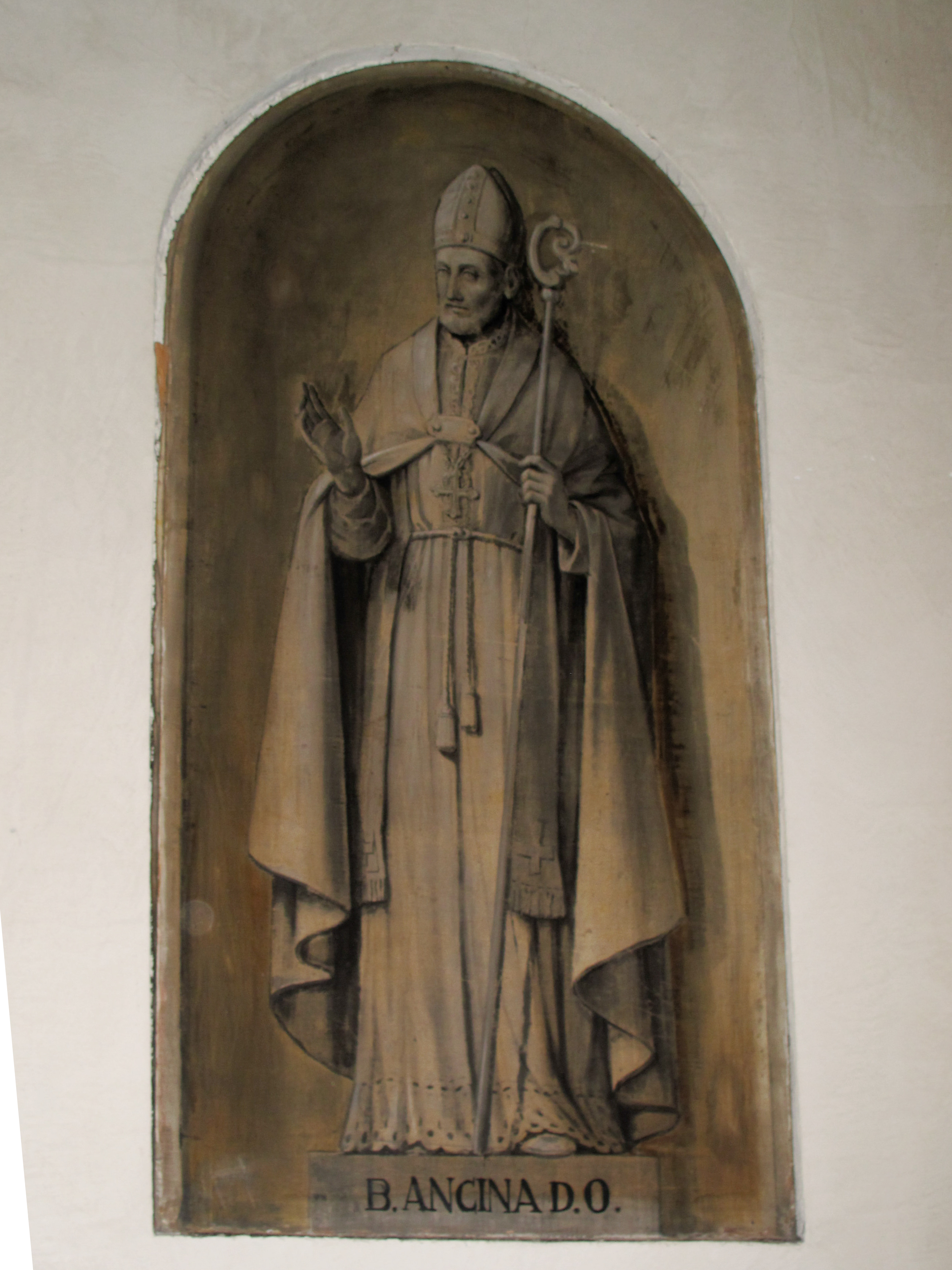
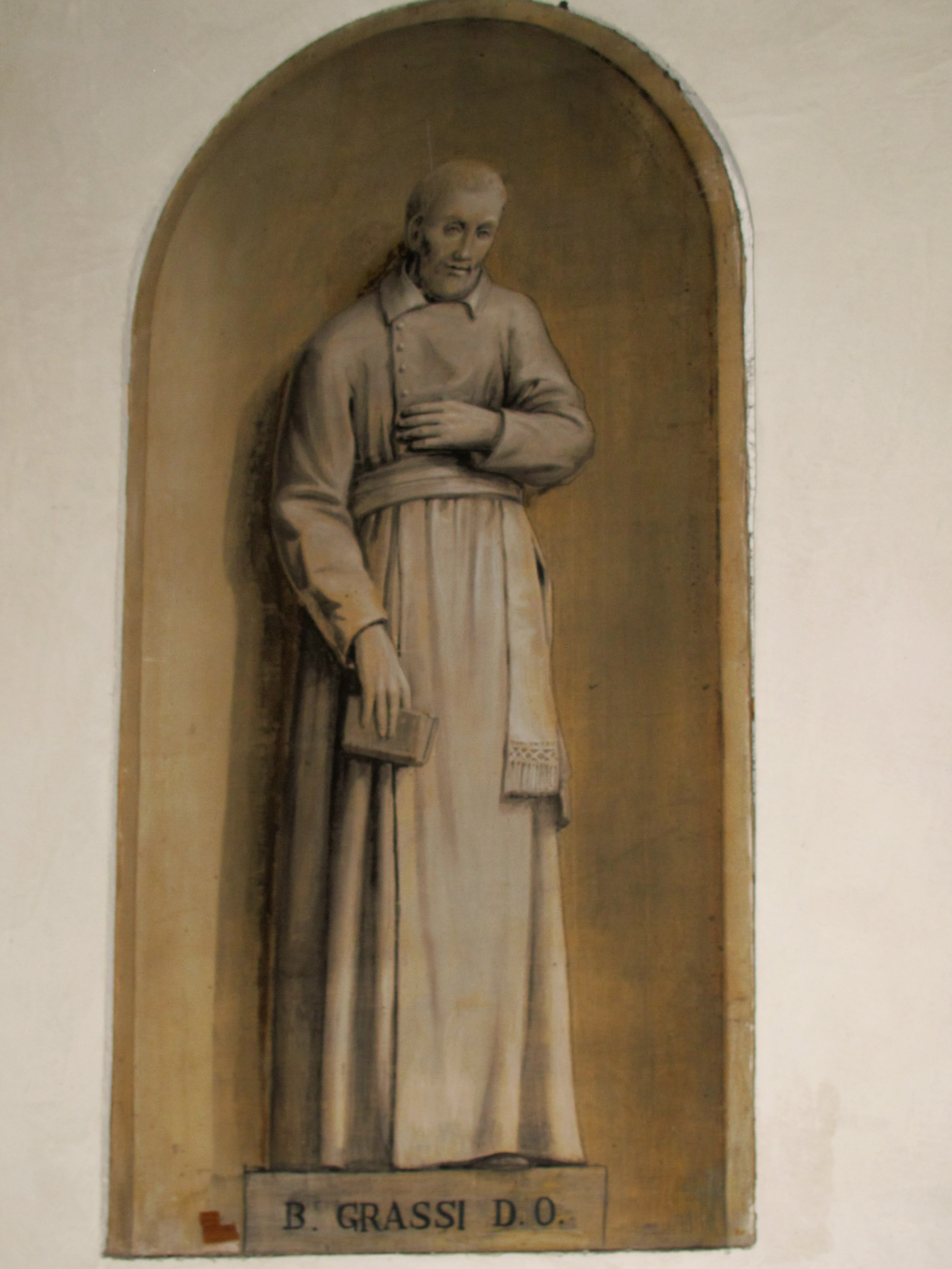

### Oratorio

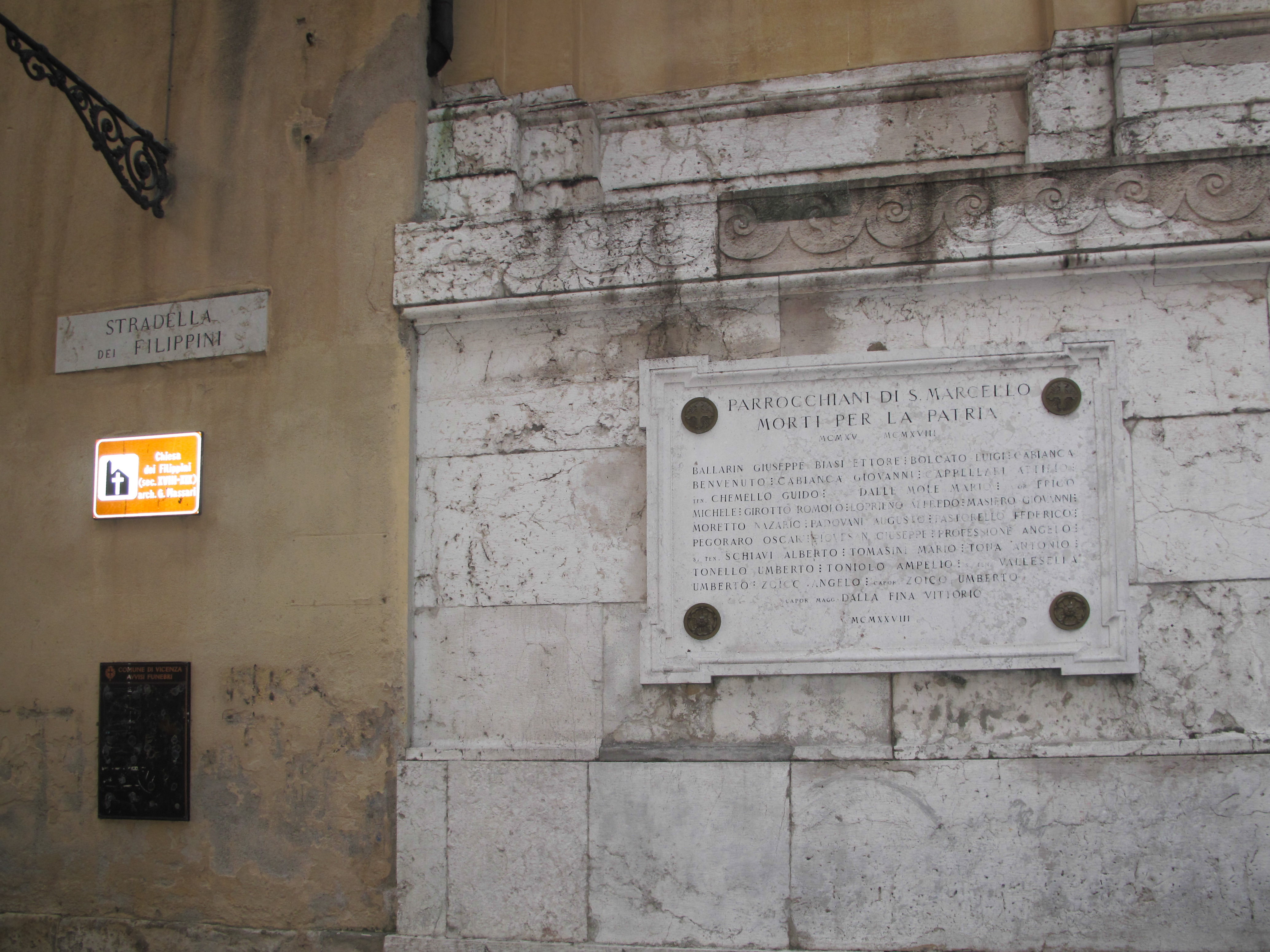
Fianco della chiesa dei Filippini - lapide con i nomi dei parrocchiani defunti nella Prima guerra mondiale.

Al grande oratorio pubblico si accede da contra' San Marcello. Realizzato tra il 1801 e il 1804 da Giacomo Fontana che utilizzò un progetto di Ottone Calderari - del quale è anche la facciata, una parete nuda a bugnato gentile in cui due finestre centinate fiancheggiano la grande porta architravata - ripropone lo schema degli atri palladiani a quattro colonne. Vari elementi rendono l'ambiente interessante: l'altare, le porte con frontone triangolare, la cattedra lignea, alcuni dipinti seicenteschi, un grande organo con edicola lignea e cantoria sempre del Seicento. Nella sala sopra l'oratorio vi è la biblioteca della congregazione.